# Vrsta 116
Vrsta 116 je Borgovski naziv za vrstu iz Delta kvadranta. Originalan naziv vrste je nepoznat.

## Sposobnosti
Članovi vrste su imali prirođenu sposobnost razumijevanja bilo kojeg jezika gotovo odmah. Često su tečno govorili jezik nakon što bi čuli tek par fraza. Sposobnost se odnosila i na računalne jezike, što im je omogućavalo da razbiju kriptografske uzorke. Bili su (bar djelomično) imuni na fazore. Bili su veoma tehnološki razvijeni; razvili su oblik putovanja bržeg od svjetlosti (puno brži od warpa), nazvan kvantno-mlazni pogon (eng. quantum slipstream drive). Posjedovali su tehnologiju replikacije čestica, kao i naprednu holografsku tehnologiju.

## Sukobi s Borgom
Sposobnosti i tehnološki napredak učinili su ih iznimno poželjnom metom za Borga. Borg ih je pokušavao asimilirati stoljećima, bez uspjeha, jer su uvijek uspijevali ostati korak ispred. Borg je dolazio sve više i više uspjehu. Zadnja nada Vrste bio je mnogo-očekivani rat između Borga i Vrste 8472. Zbog uplitanja Voyagera 2374. godine, Borg je pobijedio u sukobu (Voyager: "Škorpion"), te je nastavio progoniti Vrstu 116, uspješno ih asimilirajući. Nakon Borgovskog napada, pretpostavlja se da je samo 10.000 do 20.000 jedinki preživjelo.
Voyager je susreo preživjelog člana vrste, Arturisa, 2374. godine. On je pokušao namamiti posadu Voyagera u Borgovski prostor, kako bi bili asimilirani, iz osvete. Plan mu se obio o glavu i pretpostavlja se da je asimiliran (Voyager: "Nada i strah").